# Левертин, Оскар Ивар
О́скар И́вар Леверти́н (швед. Oscar Ivar Levertin; 17 июля 1862, Норрчёпинг — 22 сентября 1906, Стокгольм) — известный шведский поэт и критик, профессор литературы.

## Жизнеописание
Окончил в 1882 г. Уппсальский университет, где стал приват-доцентом по истории литературы. В 1893 г. он был назначен профессором в Стокгольме. Первые беллетристические работы Левертина (например, "Från Rivieran: skisser från Medelhavskusten") написаны в духе натурализма; в позднейших произведениях он обнаруживает больше оригинальности и самостоятельности (напр. «Рококо», швед. «Rococo-noveller», 1899, рус. пер. — б. г. изд.). Искренностью чувства дышат его поэтические произведения. Литературно-исторические труды Левертина посвящены главным образом театру. Некоторые произведения Левертина переведены на русский язык.